# Mount Reinhardt
Mount Reinhardt är ett berg i Antarktis. Det ligger i Östantarktis. Nya Zeeland gör anspråk på området. Toppen på Mount Reinhardt är 700 meter över havet.
Terrängen runt Mount Reinhardt är lite bergig. Trakten är obefolkad. Det finns inga samhällen i närheten.